# Sebastião Wolf
Sebastião Wolf (ur. 5 lutego 1869 w Gößweinstein, zm. 15 marca 1936 w Porto Alegre) – brazylijski strzelec, medalista olimpijski.
Wolf wystąpił w czterech konkurencjach na igrzyskach w Antwerpii. Zdobył brązowy medal olimpijski w zawodach drużynowych w strzelaniu z pistoletu dowolnego z 50 m. W drużynowych zawodach w pistolecie wojskowym zajął wraz z drużyną czwarte miejsce.